# Agía Triáda (Markópoulo, Attique)
Agía Triáda (grec moderne : Αγία Τριάδα) est une localité située dans le dème de Markópoulo, dans le district régional d'Attique de l'Est, dans la periphérie d'Attique, en Grèce.
Selon le recensement de 2011, elle compte 218 habitants.